# Skeneopsis planorbis
Skeneopsis planorbis är en snäckart som först beskrevs av Fabricius 1780.  Skeneopsis planorbis ingår i släktet Skeneopsis och familjen Skeneopsidae. Enligt den svenska rödlistan är arten nära hotad i Sverige. Arten förekommer i Götaland. Artens livsmiljö är havet. Inga underarter finns listade i Catalogue of Life.